# Горносвечье
Горносве́чье или Гарносве́чье (бел. Гарнасве́чча; в источниках на белорусском языке — также Дыбалёўскае возера) — озеро в Бешенковичском районе Витебской области Белоруссии. Относится к бассейну реки Улла.

## Этимология
Георгий Георгиевич Трусман связывает этимологию гидронима с фин. haikara («хайкара») — «белый аист», «серая цапля».

## Описание
Озеро Горносвечье располагается в 17 км к северо-западу от городского посёлка Бешенковичи. На юго-восточном берегу находится деревня Дыбали. Высота водного зеркала над уровнем моря составляет 119,3 м.
Площадь поверхности водоёма составляет 0,63 км², длина — 2,29 км, наибольшая ширина — 0,52 км. Длина береговой линии — 5,43 км. Наибольшая глубина — 8 м, средняя — 4,93 м. Объём воды в озере — 3,11 млн м³. Площадь водосбора — 13,7 км².
Котловина лощинного типа, вытянутая с севера на юг. Склоны преимущественно высотой до 10 м, крутые, поросшие лесом. Юго-восточные склоны распаханы. Береговая линия извилистая. Берега возвышенные, песчаные, также поросшие лесом. Мелководье преимущественно узкое, песчаное. Глубже дно покрыто сапропелем. Наиболее глубокая точка расположена в центральной части, ближе к западному берегу.
На севере озеро сообщается с мелиорационным каналом. На юго-востоке вытекает ручей в реку Улла.
Неподалёку от водоёма произрастает линнея северная — редкое растение, занесённое в Красную книгу Республики Беларусь.
В озере обитают окунь, плотва, лещ, щука, линь и другие виды рыб.